# Loutkové divadlo Pronitka
Loutkové divadlo Pronitka (Loutkové divadlo TJ Sokol I Prostějov) je amatérský loutkový soubor v Prostějově.

## Historie
Sokolská jednota byla v Prostějově založena v roce 1869 nejen jako tělocvičná, ale vyvíjela také činnost vzdělávací. V roce 1908 byla postavena sokolovna na Skálově náměstí 4 a brzy na to, v roce 1910, byl ustaven také samostatný loutkařský odbor.

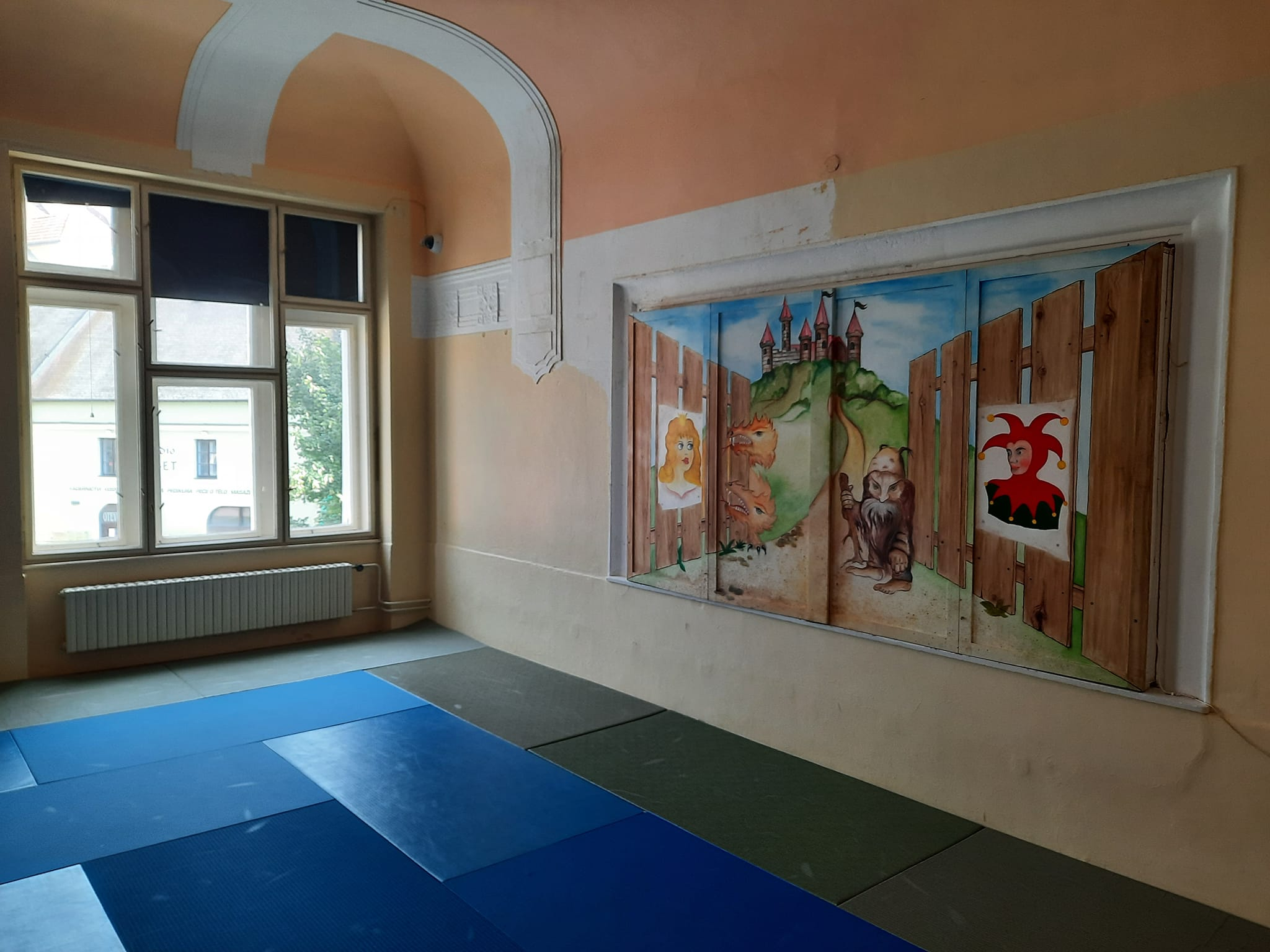
Zavřená dřevěná opona loutkového divadla v prostějovské sokolovně

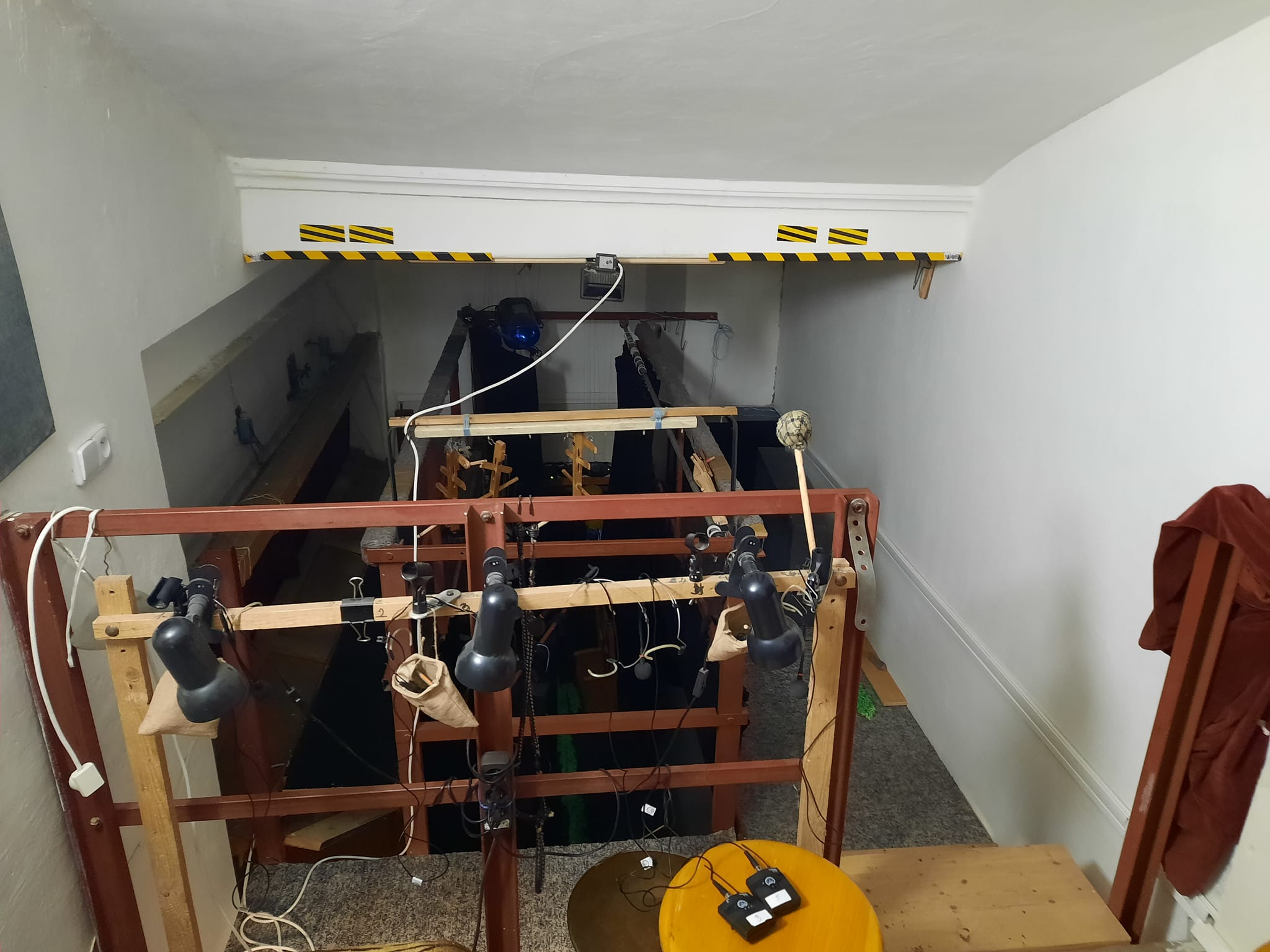
Rampa pro vodiče loutek v prostějovské sokolovně

V letech 1926 až 1940 jej vedl Ignát Pacholík než byl Sokol německými okupanty zakázán a sokolovna přeměněna na lazaret. Pro loutkové divadlo maloval dekorace, vyráběl veškeré rekvizity a těla loutek. Často byly uváděny hry Vojtěšky Baldessari Plumlovské, rodačky z nedalekého Plumlova. V té době pobývali v Prostějově i řezbář loutek František Ziegler a „dvorní” výtvarník pražské loutkářské firmy A. Münzberg a c. k. odborný učitel kreslení Eduard Christián. Činnost přerušená druhou světovou válkou byla znovu zahájena 7. prosince 1946 a vedení se ujal Václav Ševčík, který hrál se svým souborem na nově zřízené loutkové scéně v přednáškovém sále sokolovny.
V roce 1950 se v sokolovně přestalo hrát, z jeviště byla udělána vitrína cen ze sportovních soutěží a byl založen loutkařský soubor při Závodním klubu Hanáckých železáren a jeho členové byli z řad zaměstnanců podniku a činnost provozovali až do roku 1990.
29. srpna 1994 přešla členská základna spolu s bezplatně převedeným historickým inventářem (dokumentace, kulisy a cca 50 ks marionet vysokých cca 50 cm a vyrobených v 60. až 70. letech 20. století na Znojemsku v doposud fungující nástupnickou firmou Mašek – umělecká výroba) Závodního klubu Hanáckých železáren k tělocvičné jednotě Sokol I Prostějov a novou vedoucí se stala Věra Rubešová, která v roce 1996 zahájila činnost. Největší návštěva byla zaznamenána 15. listopadu 1997 na představení Perníková chaloupka, která dosáhla 252 osob, z toho 177 dětí.

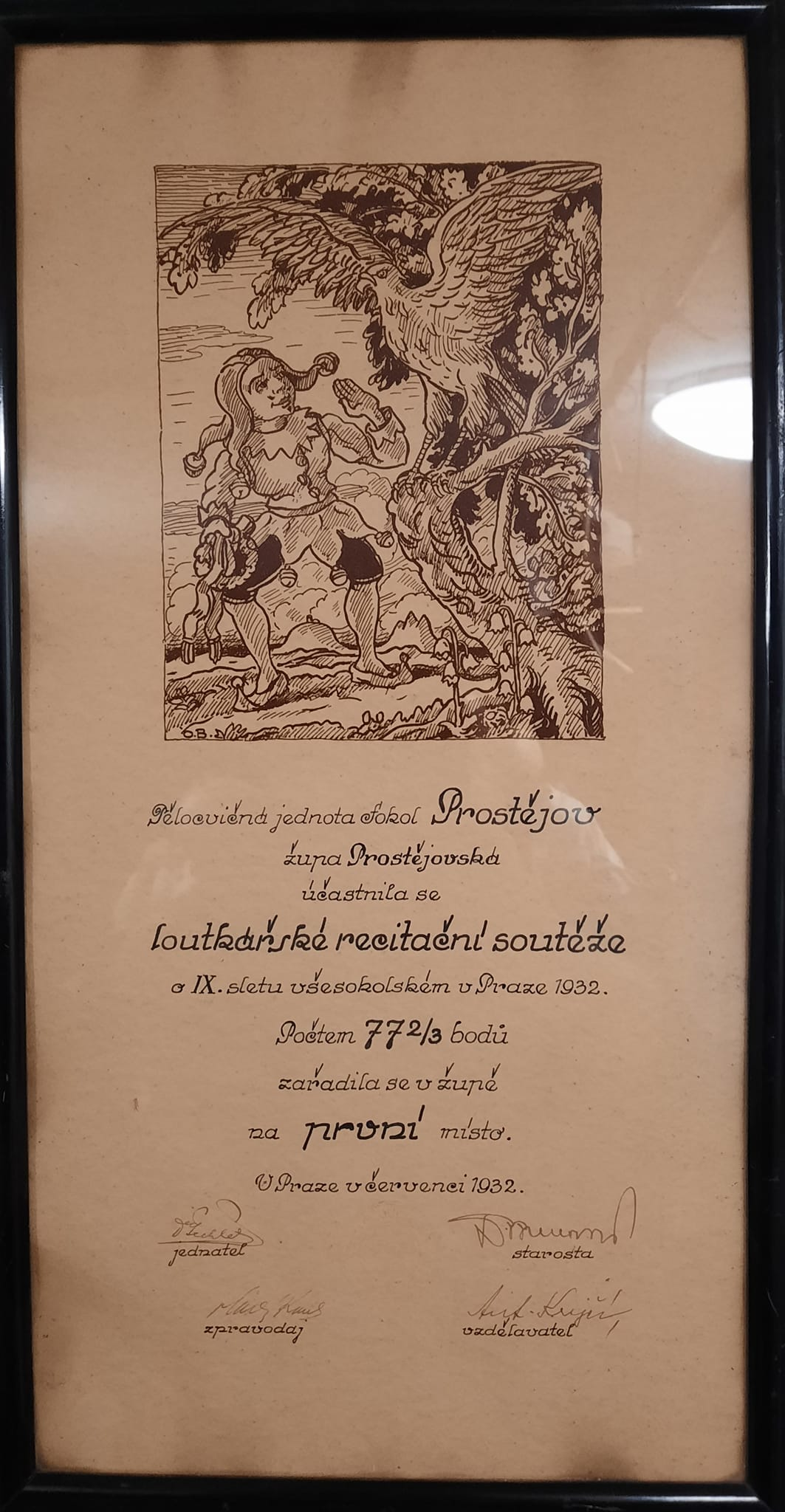
Diplom z roku 1932 za první místo pro prostějovské sokolské loutkové divadlo

Od roku 2001 je vedoucí a principálkou Lucie Hlačíková a soubor hraje v zimním období (od dušiček do Velikonoc) každou neděli pro cca 80 až 100 návštěvníků. Hraje se také na pozvání v okolních obcích. Jeviště se uzavírá dřevěnou oponou, jejíž původní malba z roku 1997 alegorie čtyř živlů – vzduch, oheň, voda a země od učitele kreslení Hanáka byla přemalována „bránou do pohádky” výtvarníka Roberta Martiny. Protože přicházejí děti od 3 do 6 let, je možné nastudovaných asi 20 titulů opakovat zhruba v tříleté periodě a od roku 2008 jsou přidávány každoroční premiéry z pera principálky Lucie Hlačíkové.
V roce 2015 oslavil loutkářský odbor 20 let působení v sokolovně TJ Sokol I Prostějov a při této příležitosti vznikl název zdůrazňující domovské město – PRONITKA („PROstějov” a „loutky na NITÍCH”). V roce 2021 vybral soubor 5000 Kč pro rodinu Netopilíkových z Moravské Nové vsi, které tornádo na Břeclavsku a Hodonínsku v červnu 2021 odneslo střechu nad hlavou a poničilo dům.

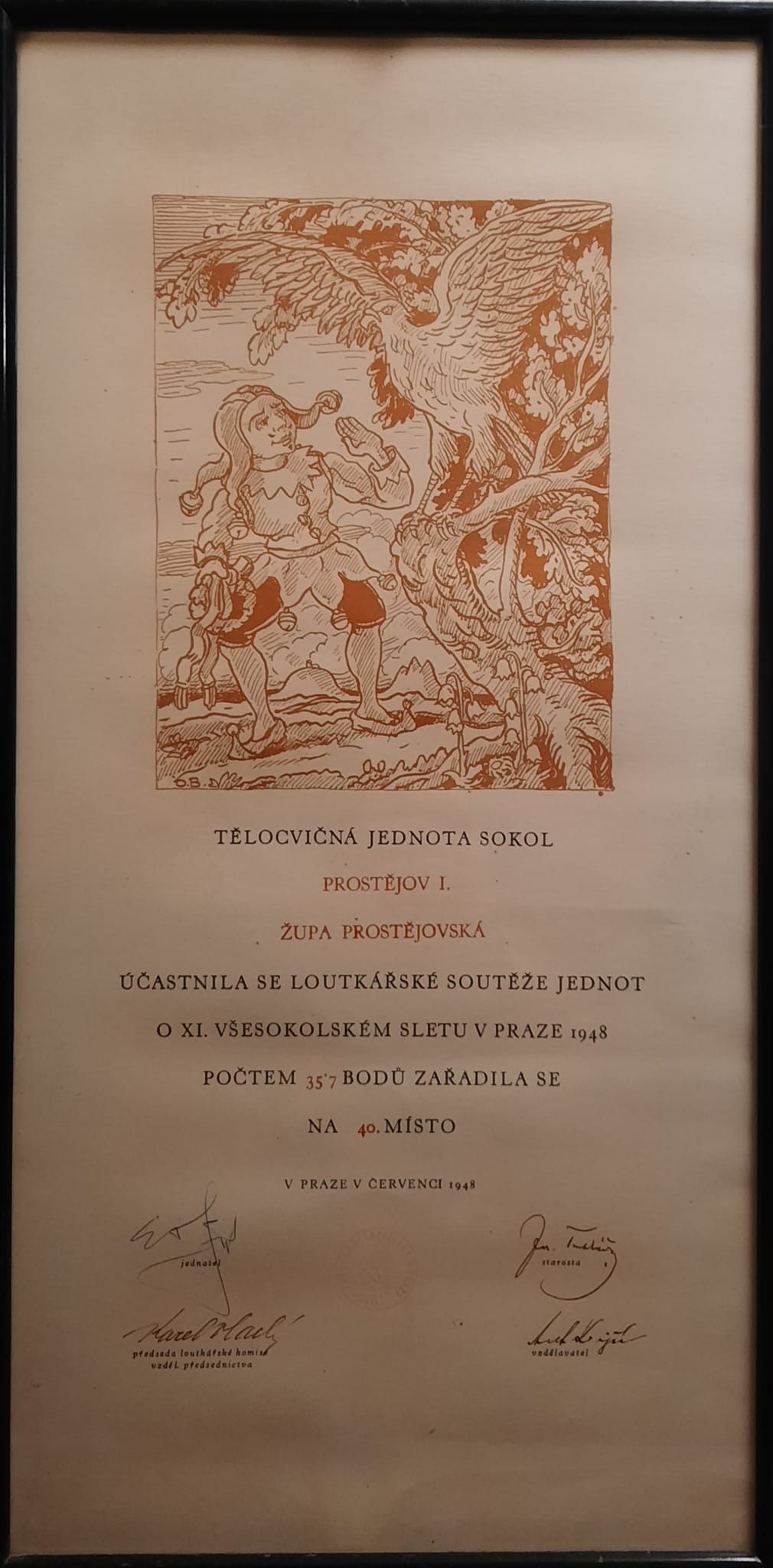
Diplom z roku 1948 za 40. místo pro prostějovské sokolské loutkové divadlo

## Ocenění
2021 - Ocenění Sokol roku 2020 v kategorii kulturní počin - druhé místo za vznik a propagaci netradičního YouTube Studia.
2018 - Cena města Prostějova za rok 2017 za reprezentaci města Prostějova a mnohaletá pohádková odpoledne pro děti i dospělé
1948 - 40. místo v Loutkařské soutěži jednot o XI. všesokolském sletu v Praze
1932 - 1. místo v Loutkařské recitační soutěži o IX. sletu všesokolském v Praze